# Antihrist

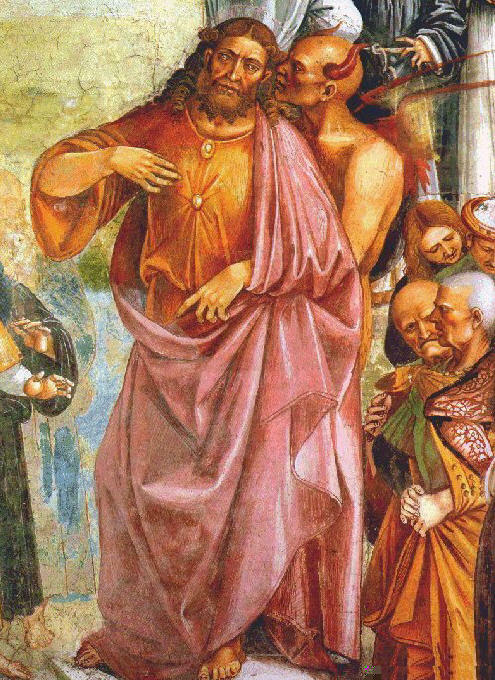
Antihrist și diavolul. Fragment din o frescă de Luca Signorelli, c. 1501

În creștinismul popular, Antihrist (sau Anticrist) personifică întruchiparea răului absolut într-un singur individ, adversar al creștinismului, sau un epitet cu care poate fi numit un activist eterodox cu scop disprețuitor.

## În uzanța contemporană
În anul 2007, un candidat creștin la Senatul american îl gratifica pe președintele George W. Bush cu întreitul titlu de „ecumenic, masonic, antihrist”, pentru că îndrăznise să fie foarte cordial și fratern cu islamicii, participând la cina de Ramadhan, în Biroul Oval la Casa Albă. La rândul său, Barack Obama a fost stigmatizat ca  Antihrist de către adversarii creștini.
În 1988, când Papa Ioan Paul al II-lea se adresa Parlamentului European, Rev. Ian Paisley, un cleric protestant din Ulster, liderul Partidului Unionist Democratic, l-a întrerupt, strigând, „Mă lepăd de tine, Antihrist!” și ținând sus un poster cu inscripția „Papa Ioan Paul II – antihrist". Pontiful și-a continuat discursul, după ce Paisley a fost scos din sală de la conferință.

## Viziunea conformSola Scriptura
Ioan 2:18 afirmă că nu e vorba de un singur antihrist, ci că există mulți antihriști. Conform preteristului Duncan W. McKenzie, ar fi o diferență între antihriști și Antihrist, deși există teologi care consideră că Antihristul nu poate fi un singur individ. Conform profesorului universitar emerit de exegeză neo-testamentară Ian Howard Marshall, prin antihriști autorul epistolei lui Ioan înțelege falși învățători (eretici), posedați de duhul lui Antihrist.
Ioan 2:22-23 afirmă că cine neagă faptul că Iisus ar fi Hristosul (adică Mesia, care înseamnă Mântuitor sau mesager în limba ebraică) este un antihrist („care tăgăduiește pe Tatăl și pe Fiul”). Prin urmare, ateii, agnosticii, hindușii, musulmanii, evreii, budiștii, thelemitii, jainiștii, confucianiștii, taoiștii, șintoiștii, etc., într-un cuvânt toată lumea cu excepția creștinilor este formată din antihriști, deși viziunea conform Sola Scriptura este redată în versetul 19: "Dintre noi au ieșit, dar nu erau de-ai noștri, căci de-ar fi fost de-ai noștri, ar fi rămas cu noi; ci ca să se arate că nu sunt toți de-ai noștri, de aceea au ieșit."

## Personalități și curente anticreștine moderne
Adesea Antihrist a fost identificat cu un curent anticreștin explicit. Orice gândire necreștină este privită într-un antagonism natural față de Iisus Hristos. Din antichitatea îndepărtată și până astăzi, iudaismul, politeismul, religiile orientale, islamul, s-au dovedit mai mult sau mai puțin ostile creștinismului, iar ultimele două secole au fost martorele răbufnirii unor ideologii anticreștine izvorâte din sânul creștinătății. În Sfânta Scriptură în pasajul din Apocalipsa lui Ioan, capitolul 13, Biblia îl numește fiara din Apocalipsă ce poartă un număr care îl identifică cu oamenii răi din istoria umanității. Numărul ei fiind 666.
Deismul iacobin și ateismul hebertist asociate cu Revoluția Franceză au săvârșit, începând cu anul 1793, așa numita „descreștinare”. Biblia și biserica au fost îndepărtate, cu dispreț și cu multă vărsare de sânge. Ca înlocuitor, unii au proclamat cultul rațiunii, care nu a durat prea mult; alții au proclamat cultul ființei supreme, care însă nu a durat. Armata revoluționară a intrat și în Roma, a desființat Statul Papal în 1798 și toată lumea a înțeles că se născuse o eră nouă, în care biserica nu mai putea avea rol dominant în societate. În secolul următor au apărut teoreticienii ateismului modern: Schopenhauer, Feuerbach, Karl Marx, etc. S-a lansat Manifestul Comunist (1848), a apărut evoluționismul (Darwin, 1859).
În 1888, filosoful german Friedrich Nietzsche, cu un an înainte de a-și pierde mințile, scria cartea Der Antichrist („anticristul”, sau „anticreștinul”), în care proslăvea spiritul bărbătesc, „dionisiac”, al păgânismului, al dorinței de putere, de viață și fericire, care nu cunoaște noțiunea de păcat; în contrast cu etica „bolnăvicioasă” a creștinismului, care idealizează mila, iubirea vrăjmașilor, răbdarea în suferință și ferirea de păcat.
În același an, fostul fiu de pastor – care făcuse în tinerețe studii teologice – a publicat Ecce Homo (III, 2), unde scria, fără să clipească: „Eu sunt Antihristul”, ceea ce i-a făcut pe unii să creadă că Antihristul a fost Nietzsche.
Regimurile comuniste au reușit să ucidă mai mulți oameni decât orice alt sistem și orice război mondial: peste 96 milioane în toate țările în care și-a întins influența, dintre care 65 milioane numai în China, și 20 milioane în URSS. Unii îl identifică din acest motiv pe Antihrist cu revoluția roșie.
De fapt, mai mulți dictatori faimoși au avut această sinistră onoare, de a fi considerați, în generația lor, ca Antihristul așteptat. Lui Mussolini i s-a calculat numărul 666 (VV IL DVCE) din salutul adresat ("Viva Il Duce"). Numele lui Adolf Hitler, cancelar și „Führer” al Germaniei în perioada 1933-1945, calculat după un anumit sistem, totalizează șase sute șaizeci și șase.
Mulți cred astăzi că Antihristul va fi un lider politic mondial care va înșela lumea spre un război fatal. Acest scenariu se bazează pe profețiile despre Gog și Magog din Ezechiel (capitolele 38 și 39). De-a lungul timpului, Gog a fost identificat pe rând cu celții, goții, maghiarii, mongolii, turcii, rușii etc. În realitate, profeția se referea la forțe din zona Anatolia-Caucaz. Unii comentatori ai Apocalipsei cred că ea se va împlini la scară universală după mileniul judecății (Apocalipsa 20:8).

### Alți candidați la titlul de Antihrist
După 11 septembrie, Osama bin Laden și Saddam Hussein, au candidat și ei la acest titlu infam, având drept contracandidat serios pe George W. Bush. Alții, dimpotrivă, au indicat pe Javier Solana.
Henry Kissinger, evreu  american de origine germană, a fost și el „depistat” ca Antihrist, printr-o complicată socoteală numerologică a numelui lui. Dacă A=6, B=12, C=18, etc, atunci, K+I+S+S+I+N+G+E+R=666. Nici Bill Gates n-a fost cruțat. Pentru ca ironia să fie totală, numele lui în cod ASCII (Bill Gates III) însumează 666. Ba chiar și programele lui, Windows 96 și MS-DOS 5.21 au fost făcute, prin aceleași metode, să dea 666, iar WWW (World Wide Web) citit evreiește (vav, vav, vav) ar fi de asemenea 666.
Numele lui Napoleon Bonaparte a fost, de asemenea, candidat la titlul de Antihrist, ca dușman al vechiului regim, ca dictator și cu sonoritate apropiată de Apollyon din Apocalipsa 9. Iosif Stalin a avut, printre altele, și această notorietate. Alți candidați moderni la titlul de Antihrist au fost Regele Charles al III, Sam Walton (proprietar al magazinelor Wal-Mart și președintele Clubului Rotary), cântărețul John Lennon din grupul Beatles, președintele Nelson Mandela, Al Gore, Uniunea Europeană (EURO = 666 în cod ASCII). Atât de mult s-a abuzat de numărul 666, preluat până și de formații heavy metal, încât reacția superstițioasă față de acest număr a căpătat o denumire tehnică, derivată din denumirea greacă a numărului: hexakósioi-hexékonta-hexafobia.
O teorie a conspirației pune nașterea lui Antihrist în legătură cu scenariul Christos-Magdalena, din cărțile Holy Blood, Holy Grail și Codul lui Da Vinci, scenariu considerat de unii ca fiind o înșelăciune folosită de societăți secrete pentru a promova pe viitorul lor rege merovingian pe scena lumii. Ziarul de orientare scientologică The Epoch Times a afirmat că fiara Apocalipsei este Partidul Comunist Chinez.
Spectrul lui Antihrist a fost adesea văzut în interiorul lumii creștine. Protestanții l-au văzut la Roma, aflându-i imaginea în pretențiile Papalității (a se vedea articolul referitor la Martin Luther).
Catolicii, la fel de natural, au văzut pe Antihrist la Wittenberg și peste tot unde intra protestantismul. Nu puțini oameni văd astăzi umbra lui Antihrist în ecumenism.

## Scenarii catolice despre Antihrist

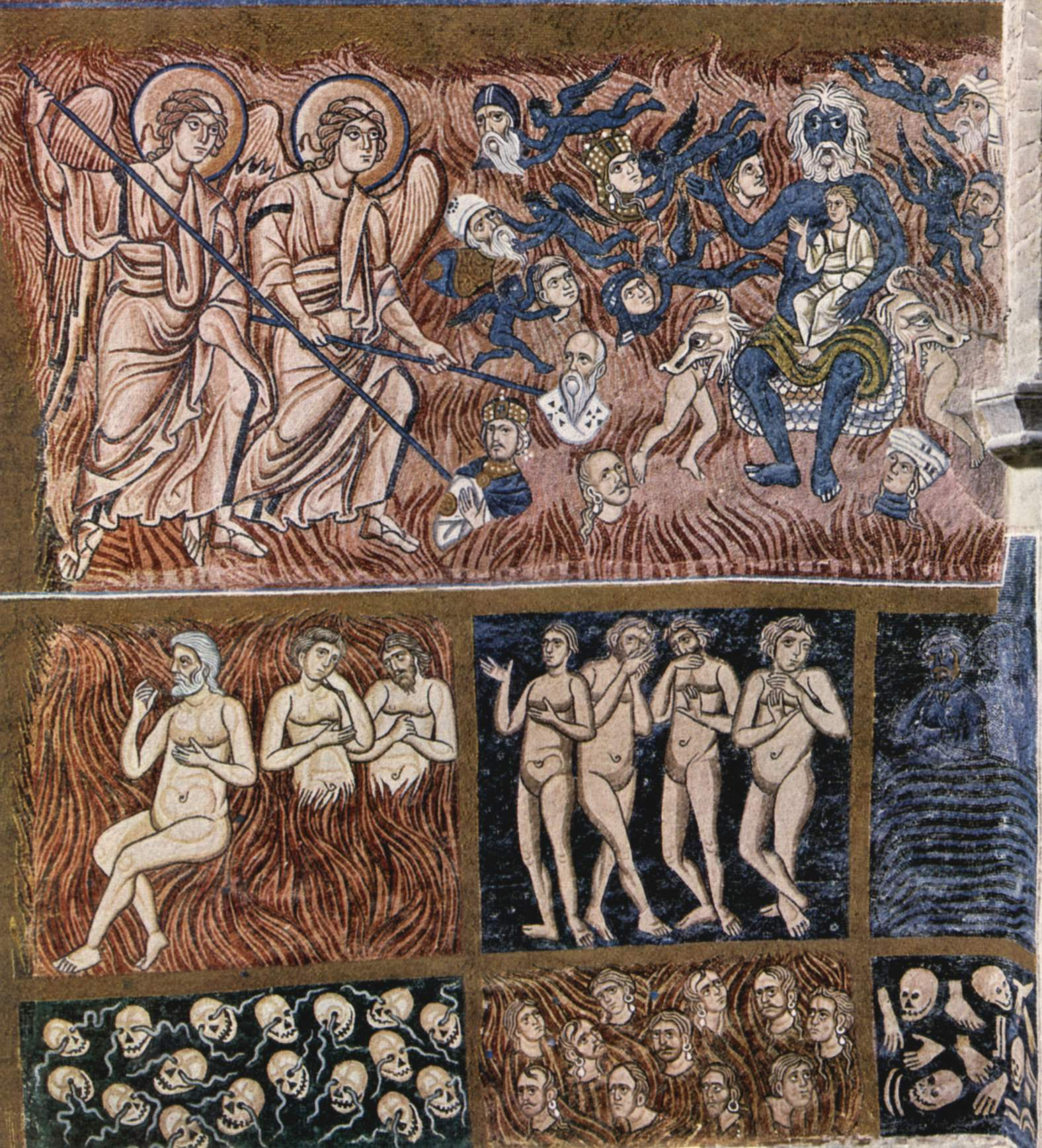
Satana (dreapta sus) îl ține pe Antihrist în scutece. Mozaic din Basilica din Torcello.

Teologia catolică nu este chiar uniformă cu privire la Antihrist. Un consens există, desigur că nu poate fi vorba de Scaunul Apostolic.
În timpul zilelor de reculegere din 2007, cardinalul Biffi, a declarat înaintea papei că Antihristul este reducerea creștinismului la o ideologie, în locul unei întâlniri personale cu Mântuitorul: „Antihristul se prezintă pe sine ca pacifist, ecologist și ecumenist. El va convoca un conciliu ecumenic și va căuta consensul tuturor confesiunilor creștine, dând fiecăreia câte ceva. Masele îl vor urma, cu excepția unor mici grupuri catolice, ortodoxe și protestante.” Citând pe Soloviov, cardinalul a adăugat: „Vor veni zile pentru creștinism în care se va încerca reducerea evenimentului mântuitor la o serie de valori.” „Astăzi ne confruntăm de fapt cu riscul să avem un creștinism care îl pune deoparte pe Iisus, cu crucea și învierea Sa.” Acesta este „pericolul ce stă în fața creștinilor din zilele noastre. Fiul lui Dumnezeu nu poate să fie redus la o serie de proiecte bune sancționate de mentalitatea lumească”. „Există valori absolute, precum bunătatea, adevărul, frumusețea. Cei care le percep și le iubesc, îl iubesc de asemenea pe Christos, chiar dacă nu știu, pentru că El este Adevăr, Frumusețe și Dreptate”. „Există valori relative, precum solidaritatea, dorința de pace și respectul pentru natură. Dacă acestea devin absolute, eradicând sau opunându-se proclamării evenimentului mântuirii, atunci aceste valori devin o instigare la idolatrie și obstacole în calea mântuirii.”

### Opinii despre Antihrist de-a lungul istoriei
Opiniile patristice despre Antihrist reflectau atitudinea antiiudaică dezvoltată în secolele II-III, când sinagogile erau numite „izvoare de persecuție” anticreștină. Astfel, era de așteptat ca odiosul Antihrist, să apară ca un fals Mesia dintre evrei, din tribul lui Dan.
Irineu (c. 190) a identificat pe Antihrist cu „urâciunea pustiirii” din profețiile lui Daniel (8; 9;11;12; vezi și Mica 13:14), și a văzut în Antihrist, promotorul unei evanghelii solomonice de „pace și siguranță”, care va precede imediat dezastrul universal al Parusiei (1 Tesaloniceni 5:3; 2 Regi 20:19; 1 Cronici 22:9; Ieremia 6:14; 23:17). El s-a referit la profeția lui Ieremia (8:11.16), în care se menționa numele Dan. Însă o privire atentă a profeției, ne arată că Ieremia prevăzuse invazia caldeeană, venind dinspre nord (Ieremia 6:22; 25:9), iar prima cetate israelită, care avea să sufere nenorocirea, era cetatea Dan, la hotarul de nord (1 Samuel 3:20), nefiind vorba de vreo legătură cu Antihrist. Irineu găsește, de asemenea, că omiterea numelui lui Dan în lista mântuiților din Apocalipsa 7 s-ar datora faptului că din ginta lui Dan provine Antihristul. Însă din acea listă lipsește și Efraim; iar aceste două ginți, Dan și Efraim, din cele patru purtătoare de steag (Numeri 2:3.10.18.25), au fost primele care au părăsit sanctuarul lui Dumnezeu și s-au dedicat cultului mixt tradiționalist-idolatru (Judecători 17; 18:31; 1 Regi 12:28-29; Psalmi 78:67-68). Totuși, aici nu este vorba de o descendență israelită căreia i s-ar refuza mântuirea. La mult timp după „lepădarea” lui Efraim și a lui Dan, Dumnezeu încă îi îmbia cu promisiuni tandre (Osea 14:4-8). Iar în scenariul restaurării postexilice a țării, și apoi pe porțile Noului Ierusalim, numele lui Dan și Efraim sunt onorate (Ezechiel 48:1-2.5-6.32; Apocalipsa 21:12). O critică asupra acestei poziții ar afirma că logica de mai sus vine dintr-o prejudecată asemănătoare cu aceea care acceptă transmiterea necondiționată a blestemului lui Ham (Geneza 9) până la presupușii lui urmași africani, sau asemenea transmiterii blestemului asumat de o gloată de evrei, la „procesul” lui Iisus (Matei 27:25). Dar nici un blestem nu se împlinește automat (Proverbe 26:2), iar dacă este întemeiat, nu durează mai mult de trei sau patru generații (Exod 20:5). Nici un om nu poartă în mod automat vina părinților lui (Deuteronom 24:16; Ezechiel 18:14-18).
Obosit de multele tentative contemporane de a identifica pe Antichrist după numărul numele lui, Irineu sugerează, cu oarecare rezervă, „nume” care totalizează 666 în greacă: LATEINOS (latin, aluzie la fiara romană din Daniel 7) și TEITAN (Titan), despre care crede că este un nume tainic al Soarelui și un simbol al tiraniei și răzbunării. Înainte de evanghelicii de astăzi și de teoria lui Ribera, Irineu credea că acest Antihrist, după ce va fi pustiit toată lumea, va domni timp de trei ani și jumătate și se va așeza în templu, la Ierusalim. La sfârșitul acestei perioade, Se va arăta Domnul pe nori, trimițând pe Antihrist în lacul focului și „aducând drepților vremea împărăției, care este odihna, sfințita zi a șaptea,” când i se va restitui lui Abraam moștenirea promisă, împreună cu mulți veniți de la răsărit și de la apus (Matei 8:11-12).
Hipolit (c. 217) preia argumentele lui Irineu, pe care le întărește cu altele. După cum Christos este reprezentat de leu, simbol al puterii regale, la fel și Antihrist se va asemăna cu un leu. (De aceea Hipolit afirma că Antihristul va fi un evreu danit, Deuteronom 33:22). Christos este reprezentat și de miel, de aceea și Antihrist, va apărea ca un miel, cu toate că este un lup. Mântuitorul a venit dintre circumciși, deci și Antichrist va veni la fel. Christos a trimis apostoli la toate popoarele, la fel va trimite și Antihrist falși apostoli. Mântuitorul a adunat oile împrăștiate, la fel va face și Antihrist. Domnul a dat un sigiliu celor ce cred în El, la fel va face Antihrist, oferind sigiliul lui. Christos S-a arătat ca un om, Antichrist se va arăta la fel. Christos a înviat și Și-a arătat trupul Său Sfânt ca un templu, iar Antichrist va ridica un templu de piatră în Ierusalim.
Antichristul, zice Hipolit, se va ridica din tribul lui Dan, deoarece Israel a profețit că „Dan va fi un șarpe pe drum...., el va judeca pe poporul lui” (Geneza 49:16-17). Învățatul a recunoscut că această profeție s-a împlinit prin judecătorul Samson, dar spera că va avea o împlinire completă în Antichrist. În orice caz, Hipolit uita că cei care au dat la moartea pe Iisus erau din propria Sa gintă (Iuda), precum și din ginta preoțească (Levi), pe când Dan dispăruse de multe secole. Hipolit aștepta ca acest antichrist danit să fie un mare făcător de minuni și să înșele pe evrei dându-se drept Messia. În final, acesta urma să rezidească templul.
Chiril de Ierusalim(c. 350) a precizat că „Antichrist va veni când se va sfârși timpul dominației Imperiului Roman, imediat înainte de sfârșitul lumii. Atunci se vor ridica 10 împărați romani, poate concomitent, în diferite părți ale imperiului. După aceștia, Antihrist va fi al unsprezecelea, care va pune mâna pe puterea romană prin forțe oculte. El va înfrânge trei dintre cei zece împărați, iar pe cei șapte rămași îi va avea ca supuși. Pentru început, el va simula blândețe, luciditate și dragoste de oameni, asemenea unui om învățat și cu stăpânire de sine.”
„După ce va înșela astfel pe evrei, prin acele semne și minuni magice, ca să creadă că el este Christosul așteptat, se va face cunoscut prin tot felul de nelegiuiri și fapte inumane, depășind pe toți cei nedrepți și infami care l-au precedat. Va manifesta față de toți oamenii și, în special față de noi creștinii, un spirit ucigaș, crud și neîndurător. Trei ani și jumătate va domni astfel, după care va fi distrus la a doua venire glorioasă a Fiului lui Dumnezeu, Domnul și Mântuitorul nostru, adevăratul Christos care va veni din cer ( 2 Tesaloniceni 2:8).”
Augustin (c. 419) de asemenea, credea că, potrivit profeției din Daniel 7, Antihrist va domni ca un cuceritor al Imperiului Roman. În general, Părinții au favorizat ideea că Antichrist va reconstrui templul, ca să se împlinească profeția că el se va instala ca un zeu în acel templu. Dar nu trebuie trecut cu vederea că, chiar dacă Biserica Romei nu este încântată de interpretarea că templul din 2 Tesaloniceni 2 ar putea fi Biserica, teologia catolică recunoaște folosirea biblică a imaginii templului ca figură de stil proeminentă pentru Biserică (1 Petru 2:5; 1 Corinteni 3:11; 2 Corinteni 6:16; Efeseni 2:20).
Papa Grigore I (c. 600) era convins că „oricine aspiră la titlul de episcop universal, înălțându-se pe sine, este un precursor al lui Antihrist”. Același papă scria într-o altă epistolă: „(...) către preaiubiții fii, cetățenii Romei: ’Am fost informat că anumiți oameni cu spirit pervers au semănat printre voi obiceiuri stricate și opuse sfintei credințe, întrucât ei interzic orice lucrare în ziua Sabatului. Cum aș putea să-i numesc pe aceștia decât predicatori ai lui Antichrist’, care atunci când va veni va face ca atât Sabatul, cât și Ziua Domnului să fie ținute cu oprire totală de la lucru. Pentru că Antihrist va pretinde că va muri și va învia, de aceea va dori el ca Ziua Domnului să fie respectată astfel; și pentru că el va sili pe oameni să iudaizeze, ca să poată restaura formele exterioare ale Legii, și astfel să-și supună perfidia iudeilor”.
Arnulf de Reims (c. 991), în mijlocul unei controverse papale, afirma: „Când îl vedeți șezând pe un tron magnific, strălucind în purpură și aur, cum socotiți voi aceasta, cinstiți părinți? Fără îndoială, dacă îi lipsește dragostea, și dacă este doar umflat și înălțat, oare nu acesta trebuie să fie Antihrist, ,,așezat în templul lui Dumnezeu, dându-se și arătându-se pe sine ca Dumnezeu?"
Anselm (c. 1109) susținea că Antihrist va interzice liturghia catolică (missa) sub pedeapsa cu moartea.
Richard Rolle de Hampole (m. 1349), afirma că, „după distrugerea Romei, Antichrist va apărea și se va înălța mai presus de divinitățile păgâne și de Trinitate. (...) Va face chiar trucul învierii din morți, va da ploaie, va face idolii de piatră să vorbească, precum și alte minuni. (...) Evreii îi vor zice bun venit."
Denis de Luxembourg (m. 1682) afirma, asemenea lui Grigore I, că „Antichrist (...) va învăța că (...) Sâmbăta trebuie ținută în loc de Duminică”, și va fi un iconoclast, (...) va citi mințile oamenilor, va învia morți, își va răsplăti urmașii, va pedepsi pe oponenți și (...) va schimba cele zece porunci (...). 
Aceeași viziune antisabatică și antiiudaică a fost susținută până târziu. P. Huchedé (secolul al XIX-lea) afirma: „După ce el va fi slăbit credința în Christos în mințile și inimile multora, se va apuca să arate că Legea lui Moise încă este dominantă. Va restabili Sabatul și toate obligațiile legale; și va invita pe evrei să-și restabilească naționalitatea. Apoi el se va declara adevăratul Messia, încercând să-și dovedească afirmația cu Biblia. Își va face cunoscut planul de a rezidi Ierusalimul și templul și de a aduce toată lumea sub stăpânirea lui...”
Ideea că Antihristul trebuie să fie evreu și să impună Legea evreiască, a rămas dominantă în catolicism până astăzi. Ea a fost reprezentată de personalități ca Hildegard von Bingen (secolul al XII-lea), F. W. Faber (m. 1863), E. Culligan, F. Suarez.
După cum papii au fost numiți Antichrist de către adversari, mulți papi au aplicat adversarilor titlul de Antichrist, „fiul pierzării”, sau „omul păcatului”. Unii au așteptat ca Antichristul să fie un fiu al lui Martin Luther, pentru că Luther era un fost călugăr și soția sa o fostă călugăriță, deci amândoi niște violatori ai votului de celibat.
În religia romano-catolică, unii susțin ideea că Antihrist va fi înfrânt de Sfânta Fecioară Maria.

## Scenarii ortodoxe despre Antihrist de-a lungul istoriei
În Biserica Răsăriteană, înțelegerea fundamentală despre Antihrist este comună cu a Bisericii Catolice, deoarece se întemeiază pe unele din speculațiile Părinților Bisericii vechi.
Athanasius (sec. IV) vedea în arianism pe vestitorul lui Antichrist. În fața politicii și teologiei iconoclaste, Theodor Studitul (m. 826), a considerat procedurile lor ca fiind „apostazia care trebuie să vină înaintea invaziei lui Antihrist."
După reformele patriarhului Nikon din 1652, nonconformiștii ortodocși l-au numit Antichrist pe țarul Petru cel Mare, care a încercat să europenizeze statul și să civilizeze Biserica Rusă ('jos barba, sus franceza'), între altele cerând Bisericii să plătească impozit. În 1914, o rusoaică l-a înjunghiat pe faimosul Rasputin, convinsă că acest om cu mare influență asupra casei imperiale era Antichristul. Dar există și poziții ortodoxe tradiționale, pornind de la interpretări patristice ale profețiilor Bibliei. Boris Molceanov (1976) spunea:
„Antichristul poate veni doar ca rezultat al apostaziei universale, adică în urma abandonării solemne a lui Dumnezeu și a căilor Lui de către oameni.” Aceasta, spunea Molceanov, identificând pe Antichrist cu „porțile iadului” din Matei 16:18, se va produce doar când harul lui Dumnezeu se va retrage din lume. După cum Iisus Christos, născut din Preafericita Fecioară, a apărut după mii de ani necesari pentru ca sămânța omenească să se dezvolte până la această perfecțiune, tot așa Antichristul se va naște atunci când răutatea firii omenești va fi deplin coaptă și manifestată într-un individ care va urî pe Christos și va face război împotriva Bisericii. Se citează Ioan Damaschinul și Chiril de Ierusalim, care au spus că Dumnezeu va permite ca diavolul însuși să locuiască în acel individ.
Andrei de Cezarea a adus ideea că Antichrist „va veni din cele mai întunecate și mai îndepărtate țări ale pământului, unde diavolul este exilat." Așadar, Antichristul, în viziune ortodoxă, pare să fie un drac absolut, încă din concepție, un exemplar uman complet pervertit din naștere. Scenariul originii evreiești a lui Antichrist (din tribul lui Dan) este repetat și de ortodocși, adăugându-se că, după cum Iisus a venit dintr-o fecioară, Antichrist se va naște fie dintr-o destrăbălată care se dă drept fecioară, fie dintr-o fecioară necurată. Asemenea lui Iisus, Antichristul va rămâne în anonimat până la 30 de ani, își va începe lucrarea cu predici și minuni incredibile, va intra triumfal în Ierusalim, ca Messia și va fi încoronat acolo. Antichrist se va arăta, asemenea lui Iisus, ca profet, rege și mare preot, și își va completa oficiul destructiv ca învățător al omenirii, ca monarh supranațional, și ca primat suprem al tuturor religiilor, cerând să fie venerat ca Dumnezeu.
Antichristul va oferi proiectele cele mai fiabile pentru rezolvarea crizei globale și pentru stabilirea unei politici sociale uniforme. Omenirea, sătulă de războaie și necazuri, și orbită spiritual, va fi aservită intereselor lui, și îl va recunoaște ca manifestare a învățăturii înalte și a geniului. Diavolii împrăștiați prin lume vor inspira un entuziasm general și o atracție irezistibilă către Antichrist. El va veni ca un înger de lumină (2 Corinteni 11:14). Înșelarea mulțimilor este comparată cu opera bolșevismului.
Dreptul Zosima, de la mănăstirea Solovețki, întrebat de ucenicii lui cum poate fi recunoscut Antichrist, a răspuns: „Când veți auzi că Christos a apărut pe pământ, să știți dar, că acesta este Antichrist." Ideea este preluată și de alți scriitori ortodocși. Demetrios Serfes, înțelegând starea generală de demoralizare din lume ca fiind apostazia prezisă, previne Biserica de apariția lui Antichrist, sfătuind-o, în cuvintele lui Ioan Damaschinul, să-și astupe urechile față de orice vine pe altă cale decât de la Sfinții Părinți și Sfintele Sinoade. Apoi le dă sfatul de a frecventa cât mai des biserica parohială, respectând liturghia, spovedania, împărtășania, posturile, calendarul, învățăturile Părinților Bisericii și ale asceților, să citească zilnic viețile sfinților, să studieze hotărârile sinoadelor, ca să învețe ce spun acestea despre Scriptură, despre Iisus Christos, despre Maica lui Dumnezeu, să se roage zilnic, de mai multe ori, ca familie și ca persoane, să caute sfat de la duhovnic, să facă mijlociri cu fața la pământ sau cu mâinile ridicate, înaintea icoanelor, sau rugându-se plângând în păduri, să citească mulțimea de cărți ortodoxe existente acum, să cunoască și să respecte ce au spus Sfinții Părinți despre cele zece porunci și să învețe și pe copii. În final, Serfes îndeamnă și la citirea zilnică a Sfintelor Scripturi și a Apocrifelor, la pelerinaj la mănăstri sau schituri ortodoxe, în special în Țara Sfântă sau la Muntele Athos, la manifestarea diverselor virtuți creștine, grija de natură și de familie etc.
Serfes citează pe Teodor Studitul, care a scris: „Biserica lui Christos nu e compusă din cei mulți, ci din cei care țin dreapta și mântuitoarea mărturisire de credință, chiar dacă sunt puțini.” Fericită declarație, dar din nefericire, sfaturile lui Serfes copleșesc cititorul cu acumularea de fapte meritorii, după exemplele unora care au fost declarați sfinți, în timp ce Biblia este menționată în treacăt, după Filocalia, Viețile Sfinților și altele asemenea.

## Scenarii protestante despre Antihrist
Poziția standard protestantă, din secolul al XVI-lea până la 1900, a fost că Antihristul este Oficiul Papal. Ca răspuns la această provocare foarte serioasă, iezuitul Francisco Ribera (1588) a dezvoltat o teorie catolică, pe care cardinalul Bellarmine a perfecționat-o, în acord cu părinții greci și latini: Antihrist, un personaj malefic, avea să vină chiar înainte de sfârșitul lumii și să fie acceptat și întronat de evrei în templul de la Ierusalim. Cei mai mulți neoprotestanți de astăzi acceptă diverse variante ale acestei interpretări. 
Scenarii evanghelice futuriste, de origine americană, extrem de popularizate, prin broșuri și filme, își imaginează un dictator mondial care manipulează întreaga lume la război împotriva Israelului – bineînțeles, după ce biserica (adică, totalitatea celor „născuți din nou”) este „răpită” la ceruri.
Unul din aceste scenarii apare în seria Left Behind. Futuriștii susțin că în „timpul strâmtorării", cu șapte ani imediat înainte de Parusie, Antihristul, sub controlul lui Satan, va încerca să-și câștige suporteri printr-o pace falsă și semne supranaturale. Unii dintre futuriști cred că Antihrist va primi o rană de moarte (va fi asasinat) la mijlocul timpului de strâmtorare, după trei ani și jumătate de domnie, după care va fi înviat și posedat de Satan, ca să mai activeze trei ani și jumătate. Antihristul va reduce la tăcere pe cei care refuză să primească semnul lui pe mână sau pe frunte, un semn cerut pentru a participa legal la sistemul economic mondial care se va crea (conform Apocalipsa 13). Unii dintre criticii acestor scenarii ridică o întrebare: Cum se face că un Dumnezeu care nu a indicat niciodată în Biblie că purtarea unui semn sau a unui microcip ar fi păcat să amenințe pe locuitorii lumii, pentru un asemenea gest, cu cele mai grozave plăgi care au existat vreodată (conform Apocalipsa 14:8-12; 15:1; 16:2)? Tim LaHaye și Thomas Ice, mai sugerează între altele, că ridicarea Islamului militant în secolul XXI este semnul lui Antihrist și al Falsului Profet. Dr. Samuele Bacchiocchi, s-a simțit, de asemenea, foarte tentat de acest scenariu, și înclină spre o dublă identificare a lui Antihrist: Papalitatea și Islamul.

Contrastul dintre Christos și Antihristul Papal, așa cum era văzut de protestanți, se reflectă în cele două tablouri clasice ale lui Lucas Cranach (secolul al XVI-lea): „Christos…. și vicarul Său”.

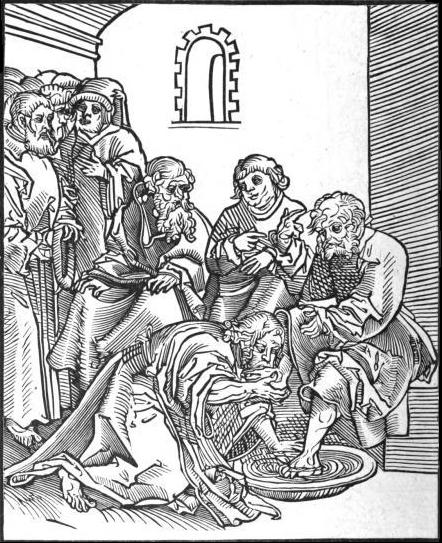
"Christus" Lucas Cranach Îl înfățișează pe Iisus sărutând picioarele lui Petru în timpul actului spălării picioarelor din Ioan 13:14-17.

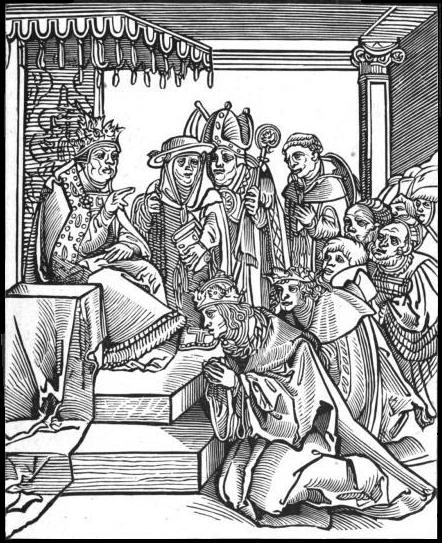
"Passional Christi und Antichristi" Lucas Cranach creează o antiteză cu acest tablou care îl prezintă pe papă cerând ca să i se sărute picioarele. Cele două degete ridicate reprezintă pretenția papală de a fi înlocuitorul lui Christos pe pământ.

 Nu era dificil de observat că, chiar titlul papal preferat, Vicarivs Christi (Vicarul lui Christos) și varianta sa extinsă Vicarivs Filii Dei (Vicarul Fiului lui Dumnezeu) erau, practic, traduceri libere în latină ale cuvântului grecesc αντίΧριστός (Antichristos adică Vice-Christos). A doua variantă a titlului, Vicarivs Filii Dei, folosit în „Donația Constantiniană”, un fals istoric de proporții, de care Vaticanul s-a servit timp de aproape 800 de ani, totalizează, în ghematrie latină, numărul 666: VICARIVS FILII DEI 5+1+100+1+5+ 1+50+1+1+ 500+1 = 666
Această observație a fost făcută pentru prima dată de Andreas Helwig (1612), rectorul Universității din Berlin, în scrierea sa, Antichristus Romanus. Helwig a selectat acest titlu papal, pentru că el împlinea „toate condițiile cerute de Cardinalul Bellarmine.” Interpretarea lui Helwig a devenit populară abia pe timpul Revoluției Franceze.
În zilele noastre, Biserica Romano-Catolică a depus eforturi apologetice speciale pentru a răspunde acestei provocări – între altele și unor scrieri adventiste din secolul al XIX-lea, care susțineau că acest titlu ar fi fost bătut în pietre scumpe pe tiara papală. Biserica Romano-Catolică repetă că acesta nu este un titlu oficial, și că Donația Constantiniană a fost dovedită ca fiind un fals. Dar folosirea timp de 800 de ani a acestui titlu într-un document care se pretindea oficial, nu poate fi negată. Criticii se întreabă: a fost un fals, într-adevăr, dar cine avea interesul să facă acest fals în favoarea Papalității? Și cum se face că învățații catolici au continuat să considere documentul ca fiind autentic, timp de secole după ce se descoperise că este fals?
Identificarea lui Antihrist cu Papalitatea a devenit articol fundamental de credință în majoritatea Bisericilor Protestante din secolele XVI-XIX, inclusiv în Confesiunea Baptistă din 1689. Confesiunea de la Westminster (1646) declara: „25.6. Nu există alt Cap al Bisericii decât Domnul Iisus Christos: în nici un sens, Papa de la Roma nu poate fi Capul; ci acesta este Antihrist, omul păcatului și fiul pierzării, care se înalță pe sine în Biserică, împotriva lui Christos, și a tot ce se numește Dumnezeu; și pe care Domnul îl va distruge cu strălucirea venirii Lui.”
În 1932, Declarația Scurtă a Sinodului Luteran din Missouri, la articolul 43, preciza: „Cu privire la Antihrist noi învățăm că profețiile Sfintelor Scripturi despre Antihrist, din 2 Tesaloniceni 2:3-12 și 1 Ioan 2:18, s-au împlinit în Papa de la Roma și în stăpânirea sa.”
În 1959 Sinodul Evanghelic Luteran din Wisconsin (WELS), încă nu se sfia să declare: „noi reafirmăm declarația Confesiunilor Luterane, că 'Papa este Antihristul însuși'.”
Cu toate acestea, vechii protestanți, ca și unii teologi catolici, în special în cercurile liberale, preferă astăzi un antihrist expirat, identificat de câțiva gânditori vechi creștini cu cezarul Nero, persecutorul creștinilor, sau eventual și cu alți cezari ostili creștinilor și evreilor, care i-au succedat. Acest curent se numește preterism. Numărul 666 a fost identificat din timpuri vechi ca o ghematrie a numelui lui Nero scris în ebraică (Neron Qesar: NRWN QSR = 50+200+6+50 + 100+60+200 = 666).
În contrast cu preterismul, curentul care domină astăzi teologia neoprotestantă este dispensaționalismul futurist, propus de John Darby (1882), și care este oarecum o continuare a tradiției teologice fondate de iezuitul Francisco Ribera. Principalul instrument prin care această ideologie, în secolul al XX-lea, a înlăturat din S.U.A. identificarea lui Antihrist cu Papalitatea, a fost Biblia Scofield, prin notele ei teologice. Dar identificarea lui Antihrist în lumea protestantă nu este unanimă. În timp ce unele grupări protestante din Filipine cred că Antihristul se manifestă în falsele apariții ale Fecioarei Maria (e.g. Doamna Noastră de la Fatima), Jerry Falwell, pastor, televanghelist, fondatorul unei megabiserici americane și cofondator al Moral Majority, adresându-se unei conferințe de pastori, a declarat că vechea credință creștină este că Antihristul trebuie să fie un individ, neapărat evreu, probabil contemporan. Așadar, se întrevede o întoarcere a protestanților la unele vederi catolice.
În ciuda apropierii protestantismului de catolicism, credința că profeția despre Antihrist se împlinește în Papalitate este încă vie, fiind susținută de adventiștii de ziua a șaptea, care descoperă Papalitatea, direct sau indirect, în profețiile din Daniel și Apocalipsa, precum și în scrierile lui Pavel și ale lui Ioan. Numărul 666 este încă citit ca suma ghematrică a titlului papal din vechiul document fals (Vicarivs Filii Dei). Biblia sugerează că acesta este numărul bogăției și suzeranității, reprezentând totalitatea tributului perceput de imperiul lui Solomon fiul lui David (2 Cronici 9:13), tip al lui Christos și al lui Antihrist, în același timp. De asemenea, pentru că un „număr de om” accentuează autoritatea omenească, pentru cei care preferă greaca, există termenul ΠΑΡΑΔΟΣΙΣ (parádosis: 80+1+100+1+4+70+200+10+200=666), care înseamnă în același timp tradiție/predanie și trădare, totalizând 666 (Mica 7:8; Coloseni 2:8; Galateni 1:14). Într-adevăr, tradiția Bisericii Romano-Catolice are o autoritate mai mare decât a oricărui papă, deoarece chiar pronunțările sale „infailibile”, ex catedra, sunt condiționate de respectarea tradițiilor majore ale bisericii. În numele tradițiilor religioase, statele lumii s-au transformat în fiare. Iar în istoria creștinismului, tradiția este întruchipată în omul care a fost instalat ca să fie garantul ei cu orice preț, chiar dacă poruncile bisericii pun adesea în umbră poruncile lui Dumnezeu.